# The Korea Herald
The Korea Herald (с англ. — «Корейский вестник») — южнокорейская газета на английском языке.
Издание основано 15 августа 1953 года под названием «The Korean Republic» (Корейская республика). Изначально газета издавалась на четырех страницах. В 1961 году с увеличением количества читателей, в дополнение к газете стали издавать языковой буклет, помогавший корейским читателям понимать английский текст газеты. В день двенадцатилетия издания, 15 августа 1965 года, газету переименовали в её текущее название.
С мая 1977 года также начали выпускать издание на французском языке «Courrier de la Corée», а с 2014 года — «K-Pop Herald», посвящённое индустрии развлечений, в частности K-pop.